# بالعقبي (حجة)

تعديل مصدري - تعديل

بالعقبي هي إحدى قرى عزلة النفيش بمديرية حجة التابعة لمحافظة حجة، بلغ تعداد سكانها 51 نسمة حسب تعداد اليمن لعام 2004.